# 半手
半手（はんて）とは、戦国時代において対立する2勢力間の境界付近に存在した両属する地域・郷村、あるいはその状態そのものを指す。戦国期特有の現象で、主に東国において用いられた用語であり、西国では半納（はんのう）がこれに近い意味を持った。

## 概要
「半手」とは、「相手」（敵）と「当手」（味方）の双方の領主に半々ずつ（ただし、状況によって異なる場合もある）の年貢・公事を納めている状態を示している。また、年貢・公事を片方の勢力に納めながら、それとは別個に貢納物を他方の勢力に納めて、私的に和睦を結んだ状態になっている状態も含む。これは付近の勢力地図がたびたび変動する中で双方の勢力から年貢・公事を二重に賦課されたり、攻撃・略奪の対象にされることを防ぐ意図があった。
当然の事ながら、領主側はこうした半手を禁じようとしたが、実際問題として半手が行われるのは領主側が当該地域の軍事的・政治的安定が確立できていないことが原因であり、当然のことながら半手を禁じるだけの軍事的・政治的裏付も十分ではなかったことから、半手の実施を承認もしくは黙認せざるを得なかった。
半手が行われた地域は一種の「中立地帯」となるため、ここを拠点として直接取引が困難になっていた両勢力間の取引に介在する商人が登場したり、ここを拠点として相手側陣営の情報を得ようとする諜報活動も行われた。そのため、領主の中には半手地域の住民に対して領内の特定の地域（例えば、城内などの重要な区画）への立入を規制するなどの安全上の措置を取る者もいた。
半手は村が敵対する大名権力双方に両属することで戦争を停止し、平和形成を促すことから村の視座から戦国期の戦争と平和を読み解く概念として注目され、峰岸純夫は半手の基本的な在り方を検討し、「下からの平和創出」と位置づけた。また、稲葉継陽は半手が村からの要請と敵対する大名権力間の交渉により成立し、双方の大名から二重に年貢を収奪される「二重成」回避を図るものであることを指摘し、さらに豊臣政権による惣無事令は半手による両属地域の解消を課題としていたことを論じた。